# Come riuscire ad avere un incidente sul lavoro
Come riuscire ad avere un incidente sul lavoro (How to Have an Accident at Work) è un  film del 1959 diretto da Charles A. Nichols. È un cortometraggio animato realizzato, in Technicolor, dalla Walt Disney Productions, uscito negli Stati Uniti il 2 settembre 1959.

## Trama
Paperino è attento a evitare gli incidenti domestici; tuttavia al lavoro scollega il cervello, dimenticando la dotazione di sicurezza, bucando l'abito, gettando un sigaro in una latta di vernice e venendo diverse volte colpito dai macchinari. Infine il pranzo di Paperino viene distrutto da degli ingranaggi, inducendo quest'ultimo a lanciare una chiave inglese, che finisce per spaccare i macchinari. A fine giornata, dopo aver tentato di timbrare il cartellino per primo, Paperino inciampa e viene calpestato dai colleghi.